# Павел (Варнавас)
Митрополи́т Па́вел (в миру Иоа́ннис Варна́вас, греч. Ιωάννης Βαρνάβας; 1912, деревня Панакивидис, Кипр — 18 января 1999, Кейптаун) — епископ Александрийской православной церкви, митрополит Кейптаунский.

## Биография
Родился в 1912 году в деревне Панакивидис, близ Лемесоса, на Кипре.
В 1929 году в возрасте 17 лет был рукоположён в сан диакона. В 1931 году рукоположён в сан пресвитера.
В 1942 году окончил богословский факультет Афинского университета.
В 1956 году перешёл в клир Александрийской православной церкви и назначен настоятелем Благовещенской церкви греческой общины Претории, где служил до 1968 года, когда решением Священного Синода был избран митрополитом новообразованной Митрополии Кейптауна и всего Наталя. Его епископская хиротония состоялась 20 декабря 1968 года.
Скончался 18 января 1999 года в возрасте 87 лет. Для участия в его похоронах из Афин в Кейптаун прибыл Патриарх Пётр VII.